# Chaetogyne vexans
Chaetogyne vexans là một loài ruồi trong họ Tachinidae.